# Bandera del estado Apure
La bandera del Estado Apure se seleccionó en un concurso organizado por el Ejecutivo del estado Apure el 22 de julio de 1996. Sus autores fueron Juan Antonio Blanco Meléndez y Josefina Alvarado.

## Diseño
La bandera del Estado Apure está compuesta de tres franjas horizontales de colores amarillo, azul y verde y en el lado izquierdo un triángulo blanco en cuyo centro está el Escudo de Armas de este estado. En la franja central aparecen siete estrellas de cinco puntas. Los colores de la bandera tienen su propio significado simbólico: el amarillo representa el sol; el azul simboliza el río Apure, que da nombre al estado, y el verde representa las llanuras. El triángulo blanco simboliza la integridad. Las siete estrellas representan las siete municipalidades de Apure: Achaguas, Biruaca, Muñoz, Páez, Pedro Camejo, Rómulo Gallegos y la capital, San Fernando.

## Propuestas
El Jurado, compuesto por Argenis Méndez, Josefina Alvarado, Ibelice Estévez, Wascar Jaspe y Jhonny Guerrero, fueron los encargados de seleccionar el diseño ganador entre varios diseños finalistas, de los cuales solo se conocen tres.

Propuesta ganadora.

Una de las propuestas para la bandera.

Otra de las propuestas para la bandera.

### Diseño ganador
Resultó ganador el proyecto de Juan Antonio Blanco Meléndez, nativo de Achaguas, quien obtuvo Bs. 100.000 de premio. Su diseño consistía de tres franjas horizontales de igual tamaño: amarilla en los extremos y azul en el centro con siete estrellas blancas. A la izquierda un pentágono blanco  que lleva en su centro el Escudo de Armas del estado. Posteriormente fue reformada por Josefina Alvarado para agregarle el color verde y los tonos adecuados de los otros colores, así como describir con precisión su simbolismo.

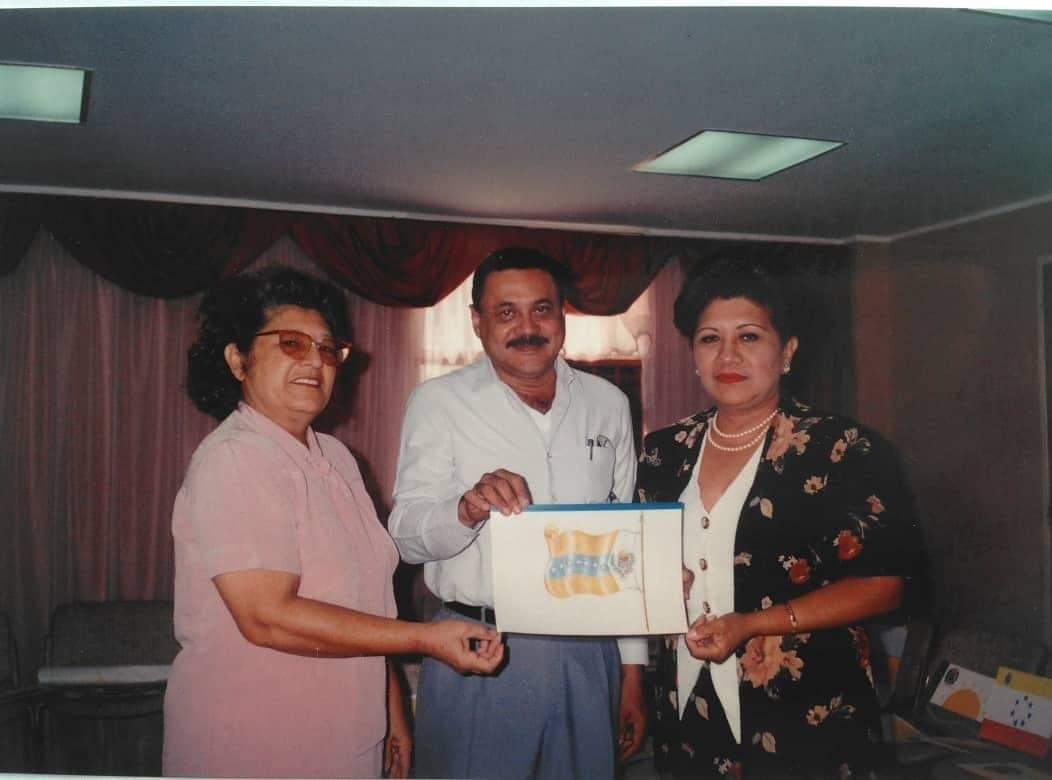
Parte del jurado posando con el diseño original de Blanco. Al fondo se pueden apreciar las otras dos finalistas.